# John-Wayne-Statue (Orange County)

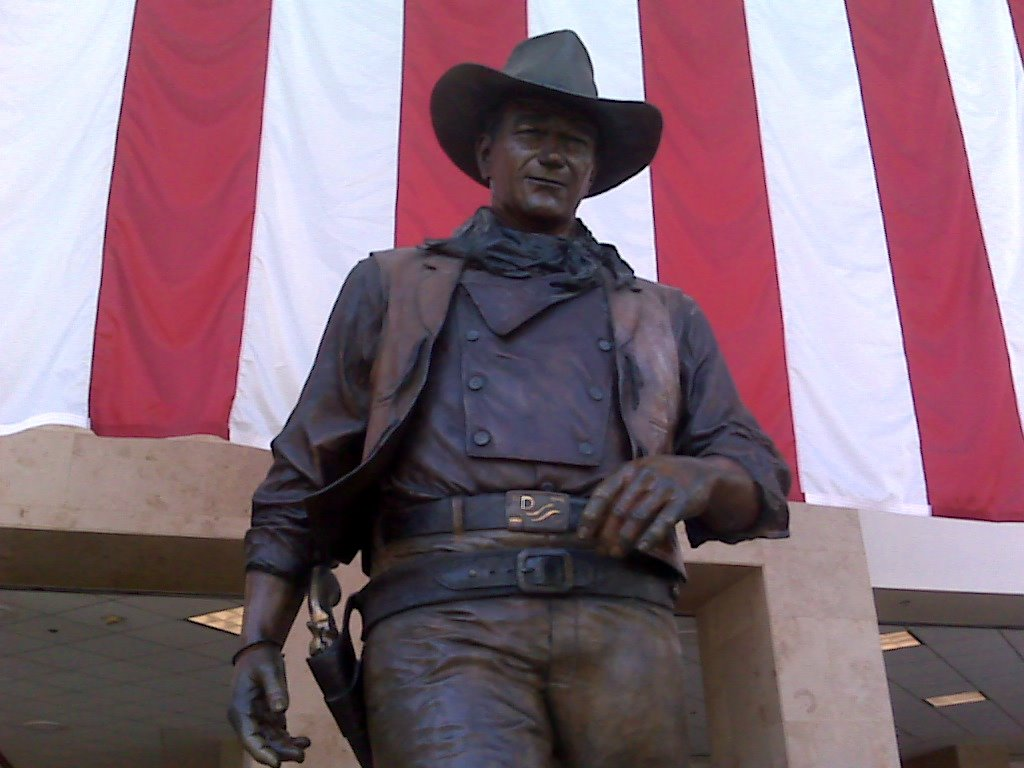
John-Wayne-Statue in Orange County

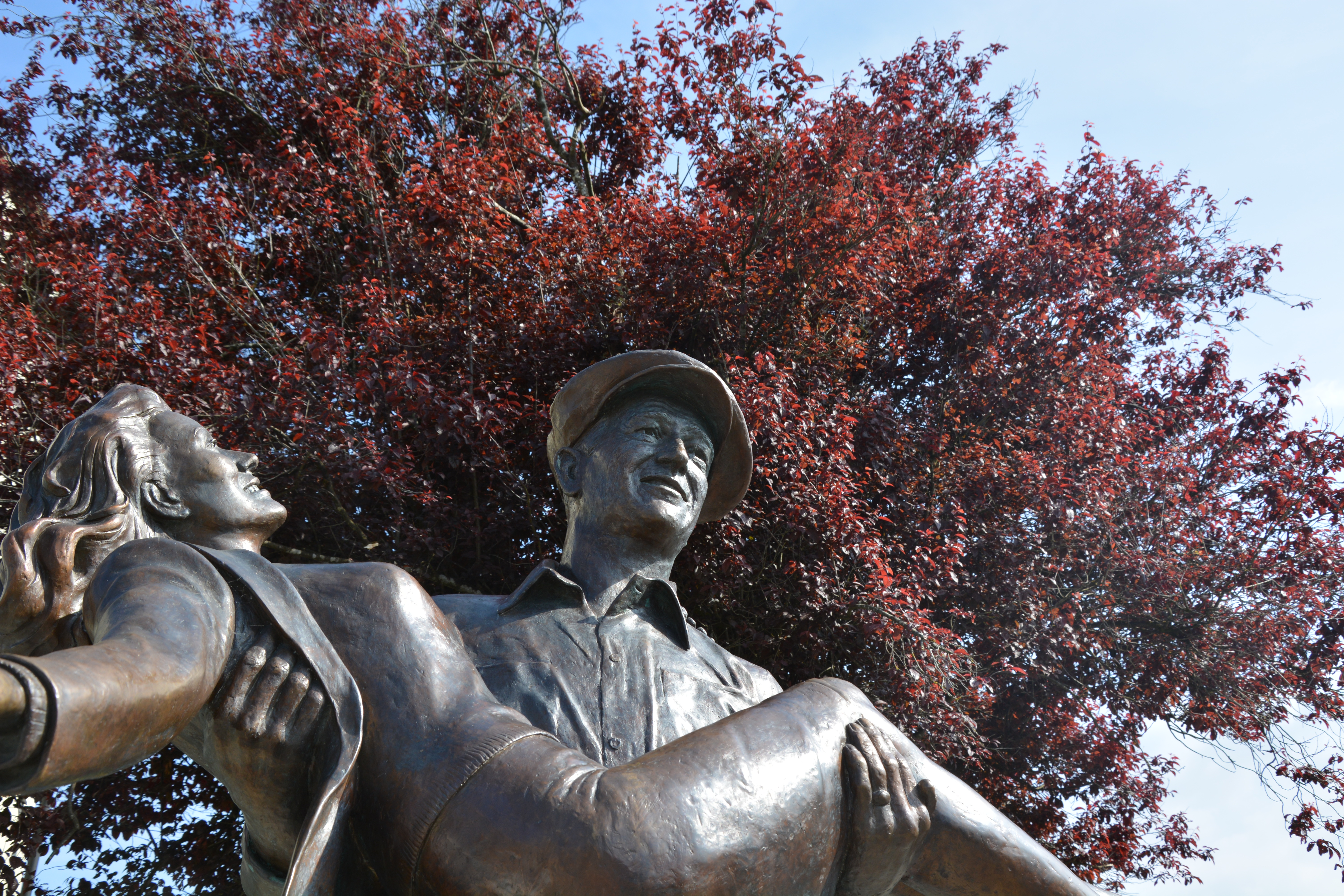
Statue von John Wayne und Maureen O’Hara in Cong

Die John-Wayne-Statue ist eine überlebensgroße Bronzefigur des Filmschauspielers John Wayne (1907–1979). Das Werk des Bildhauers Robert Summers befindet sich im Flughafengebäude des John Wayne Airport im kalifornischen Bezirk Orange County in den USA. Weitere Bronzestatuen John Waynes befinden sich in seiner Geburtsstadt Winterset sowie in Regionen, in denen er in Filmen mitwirkte, namentlich in der mexikanischen Stadt Victoria de Durango und in der irischen Stadt Cong, wo er mit der Schauspielerin Maureen O’Hara dargestellt ist.

## Geschichte
Der Flughafen im Orange County wurde am 20. Juni 1979 zu Ehren des Oscarpreisträgers John Wayne vom Orange County Board of Supervisors in John Wayne Airport umbenannt. Um den Namensgeber auch optisch darzustellen, beauftragten die John Wayne Associates den Bildhauer Robert Summers, eine Bronzestatue zu erstellen. Die Statue wurde am 4. November 1982 auf einem Sockel außerhalb des Terminals installiert. Sie wurde am 23. März 1990 in die Gießerei zurückgegeben, um eine Restaurierung und eine leichte farbliche Gestaltung vorzunehmen. Nach der Überarbeitung wurde sie innerhalb des Terminals wieder aufgestellt. Die Statue befindet sich seitdem in der Ankunft-Ebene zwischen den Terminals A und B im Gepäckbereich.
Da sich John Wayne 1971 im Rahmen eines Interviews mit dem Playboy abfällig über Schwarze und Indigene geäußert hatte, wurde 2020 von Mitgliedern der  Demokratischen Partei von Orange County eine Initiative mit dem Ziel gestartet, den Flughafen umzubenennen und die Statue zu entfernen. Eine Entscheidung, wie weiter zu verfahren sei, ist bis Anfang 2022 nicht gefallen.

## Beschreibung
Die etwa 2,7 Meter hohe Statue aus Bronze wurde in der Hoka Hey Gießerei in Dublin in Texas gegossen. John Wayne ist in nordamerikanischer Cowboy-Kleidung, die er auch in zahlreichen seiner Western-Filme trug, gemäß der Mode zu Beginn des 20. Jahrhunderts dargestellt. Er trägt u. a. ein Halstuch, einen Cowboyhut und Cowboystiefel mit Sporen. An einem Gürtel trägt er einen Revolver in einer Revolvertasche.